# 鸬鹚渡镇
鸬鹚渡镇，是中华人民共和国湖南省益阳市桃江县下辖的一个乡镇级行政单位。

## 行政区划
鸬鹚渡镇下辖以下地区：
沙河社区、花桥村、大江村、板溪村、玉溪村、梅山村、千功坝村、学堂湾村、清塘村、长江村、鸬鹚渡村、百亩村、大塘村、龙塘湾村、石龙塘村和风景寺村。